# برومارجيريت
البرومارجيريت معدن طبيعي من بروميد الفضة. تتراوح درجة صلابته ما بين 1.5و 2.
ذو صلة بكل من كلورارجيريت و يودارجيريت.